# Tipula (Eumicrotipula) emerita
Tipula (Eumicrotipula) emerita is een tweevleugelige uit de familie langpootmuggen (Tipulidae). De soort komt voor in het Neotropisch gebied.